# Lampeter
Lampeter (en anglais) ou Llanbedr Pont Steffan (en gallois) est une ville du Ceredigion, au pays de Galles. Elle est située au confluent de la Teifi et de l'Afon Dulas (en). Au moment du recensement de 2011, elle comptait 2 970 habitants, ce qui fait d'elle la troisième plus grande ville du Ceredigion, derrière Aberystwyth et Cardigan. Elle abrite l'un des campus de l'université du pays de Galles Trinity Saint David.
Le nom gallois de la ville fait référence au château anglo-normand de Pont Steffan, détruit en 1187.

## Jumelages
- Saint-Germain-sur-Moine (France)